# Nationale Grondwetpartij

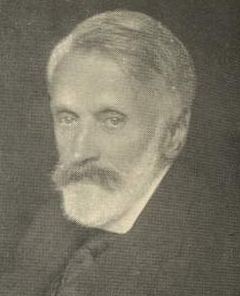
Gyula II Andrássy

De Nationale Grondwetpartij (Hongaars: Országos Alkotmánypárt), ook wel kortweg Grondwetpartij, was een politieke partij in Hongarije van 1905 tot 1910 en opnieuw van 1913 tot 1918.

## Geschiedenis
De Nationale Grondwetpartij werd opgericht op 18 november 1905 door de groep van zogenaamde "Dissidenten", die de Liberale Partij hadden verlaten na de ophefmakende Zakdoekstemming op 18 november van het jaar ervoor. Deze groep stond onder leiding van Gyula Andrássy en sloot zich onmiddellijk aan bij de verenigde oppositie, de zogenaamde "Coalitie", die de verkiezingen van 1905 won.
Toen de Hongaarse crisis na de rijksdagverkiezingen van 1906 eindigde, verstevigde de Grondwetpartij haar positie binnen de Coalitie. Hoewel de Onafhankelijkheidspartij op zich al een meerderheid had in het Huis van Afgevaardigden, weigerde koning Frans Jozef de resultaten de erkennen, aangezien deze partij zich (als zogenaamde '48-ers) verzette tegen de Ausgleich. Daarom droeg de koning de Grondwetpartij, die zich (als zogenaamde '67-ers) wel achter de Ausgleich schaarde, op om een regering te vormen en bovendien te domineren. De aangeduide premier Sándor Wekerle sloot zich vervolgens aan bij de Grondwetpartij en politici als Gyula Andrássy en Ignác Darányi gingen deel uitmaken van zijn regering.
Kort vóór de verkiezingen van 1910 sloot Andrássy zich met zijn partij aan bij de pas gevormde en conservatief-liberale Nationale Arbeidspartij. Door interne spanningen verlieten Andrássy en zijn aanhangers deze partij echter in september 1913, om de Nationale Grondwetpartij vervolgens opnieuw op te richten. Graaf János Hadik werd tot voorzitter gekozen. Op 30 oktober 1918 werd deze bovendien tot premier aangesteld door koning Karel IV, maar de Asterrevolutie maakte diezelfde dag nog een einde aan diens regering en de Donaumonarchie. In november 1918 werd de partij verboden.

## Voorzitters
- Gyula Andrássy: 1905-1906
- Kálmán Széll: 1906-1910
- János Hadik: 1913-1918